# Petr II. Aragonský
Petr II. Aragonský (Pedro II de Aragón, el Católico, 1174 – 12. září 1213) byl král aragonský a barcelonský hrabě.

## Život
Petr se narodil jako nejstarší syn aragonského krále Alfonse II. a Sanchy, dcery kastilského krále Alfonse VII. Na trůn nastoupil jako dospělý po smrti otce roku 1196. 15. června 1204 se v Montpellieru oženil s Marií († 1213), dcerou hraběte Viléma z Montpellieru a stal se tak švagrem Raimunda Rogera Trencavela, vikomta z Carcassonne. Královskému páru se narodily pouze dvě děti – dcera Sancha a budoucí král Jakub.
Roku 1200 se Petr definitivně smířil s kastilským králem Alfonsem VIII. a pomohl mu v boji proti králi leonskému a navarrskému a proti Maurům. Roku 1212 se účastnil spolu se Sanchem Udatným a Alfonsem Kastilským bitvy u Las Navas de Tolosa. Křesťanští panovníci se společně s davem odpustků chtivého lidu poučili z arabské taktiky v bitvě u Alarcosu a porazili arabsko-berberské vojsko chalífy Muhammada an-Násira Ibn Jákuba na hlavu. Získali přístup k Gibraltarské úžině, obrovskou kořist a podporu papeže Inocence. V obsazení celého muslimského území zabránila křesťanům epidemie úplavice.
| „                       | Roku vtělení Pána našeho tisícího dvoustého devátého a jedenáctý rok duchovní vlády papeže Inocence, za panování Filipa, krále francouzského, okolo svátku svatého Jana Křtitele všichni křižáci, připutovalí z různých částí Francie (...), se shromáždili v blízkosti Lyonu, města francouzského... | “ |
| — Petr z Vaux-de-Cernay | |   |

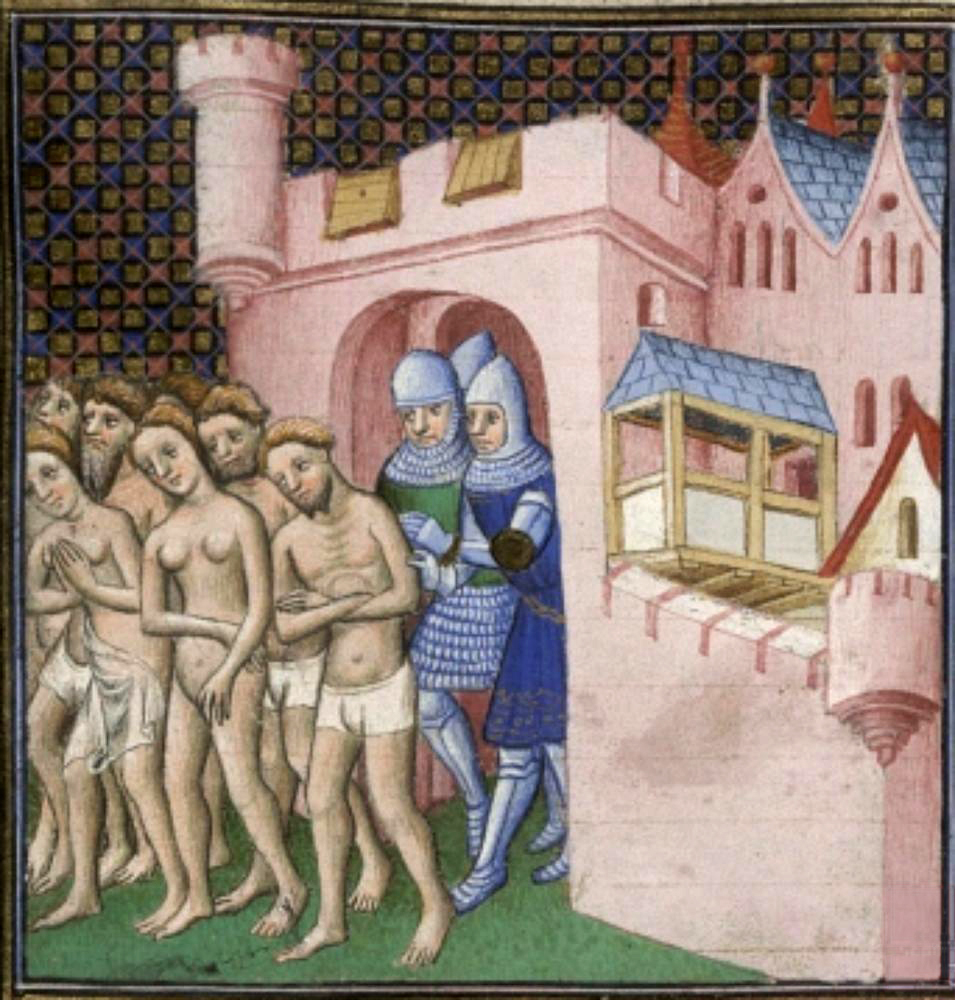
Kataři propuštění z Carcassonne (1209)

Křížová výprava proti katarům započala roku 1209 a jako záminka pro vpád do bohaté okcitánské země posloužila vražda papežského legáta Petra z Castelnau. Vůdci kruciáty byli Simon z Montfortu a cisterciácký opat z kláštera Citeaux Arnauld Amaury. Králův vazal hrabě Raimond z Toulouse se v obavě před ztrátou panství a hrozícím masakrem snažil o smír. V červnu 1209 se v rouchu kajícníka klaněl náhrobku zavražděného legáta a dokonce přijal znamení kříže. Křižáci koncem července krutě vyplenili Beziérs a pokračovali ke Carcassonne, které bylo centrem katarského jihu. Aragonský král Petr se pokoušel zprostředkovat dohodu při obléhání Carcassonne, jež patřilo dalšímu leníkovi a zároveň příbuznému Raimundovi Rogerovi Trencavelovi, ale zcela marně. Cisterciácký opat byl ochoten Trencavelovi odpustit pouze v případě, že vyjde společně s dvanácti rytíři z obleženého města a zbytek obyvatel zanechá osudu. Král na to údajně podle dobové Písně o kruciátě reagoval slovy:
| „ | Něco takového se stane, až bude osel létat po nebi“ | “ |

Vikomt Trencavel se po králově odjezdu a dalším obléhání nakonec vydal jako rukojmí a usmlouval volný odchod obyvatel.
| „ | Všichni vyšli nazí a chvatně, v košilích a kytlicích, bez jakéhokoli dalšího oděvu, křižáci jim neponechali nic, co by mělo cenu jediného knoflíku... | “ |

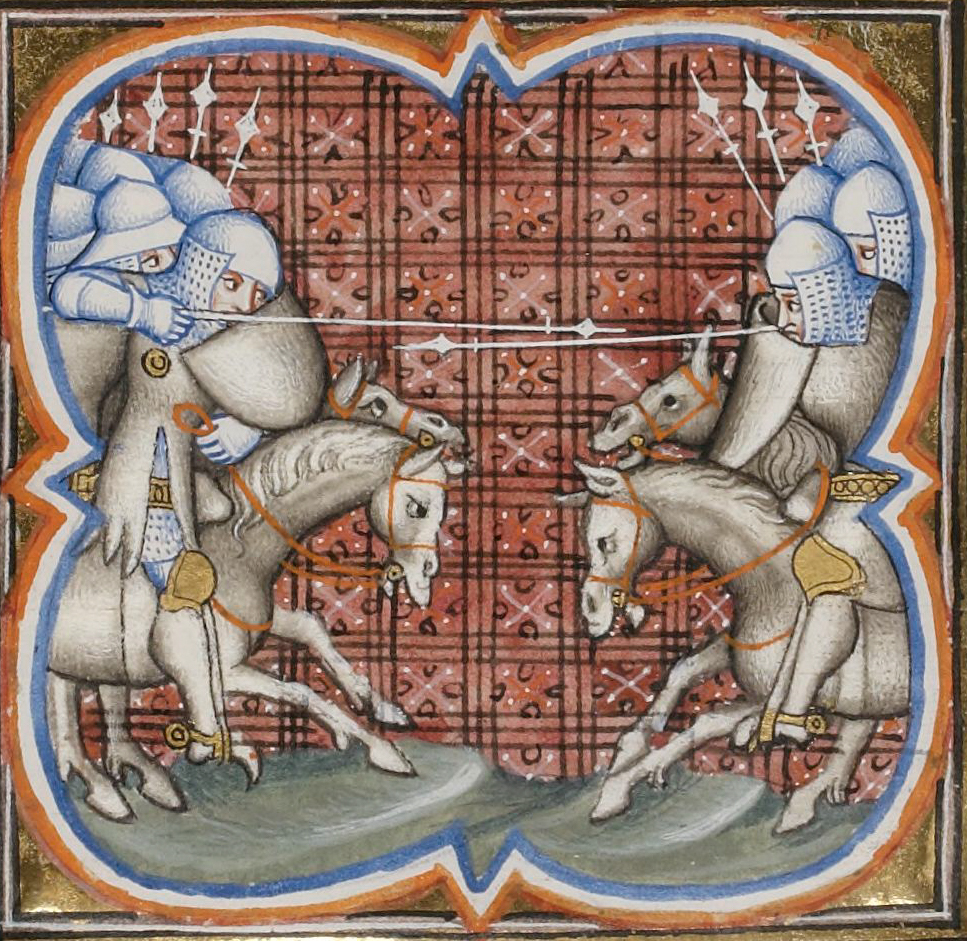
Bitva u Muretu (1213)

Trencavel byl uvězněn a ve vězení také zemřel. Celé vikomtovo panství připadlo vůdci kruciáty hraběti z Montfortu. Petr Aragonský jej odmítl uznat jako svého právoplatného vazala.
Raimond z Toulouse se od křižácké výpravy později opět odklonil a nakonec byl sám znovu Montfortovou kořistí. Papežští legáti chtěli po mocném feudálovi další a další ústupky. Roku 1211 Montfort neúspěšně oblehl Raimondovo město Toulouse. Obléhání po dvou dnech vzdal a vydal se pokořit jiné katarské pevnosti a města. Mohutnou ofenzivu proti Raimondovi zahájil znovu na jaře roku 1213. Ohrožený hrabě požádal o pomoc aragonského krále. Král Petr v únoru 1213 zajel za Montfortem k hradu Lavaur, ale nepodařilo se mu uzavřít dohodu. Oba, král i Montfort, se pokusili na svou stranu získat svatého otce. Montfort byl úspěšnější a papež poslal králi vzkaz:
| „              | Rozhodli jsme se výslovně přikázat Tvé jasnosti (...), abys Toulousany a ty, kdo jim pomáhají, neprodleně opustil bez ohledu na jakékoli sliby a závazky z Tvé nebo z jejich strany... | “ |
| — Inocenc III. | |   |

Aragonský král měl ještě v paměti loňské slavné vítězství, sebral mohutné vojsko a vydal se na konci srpna k městu Muret. Přesto se Montfortovi podařilo zastihnout protivníka nepřipraveného. Ráno 12. září napadli křižáci spojená vojska Aragonie, Navarry a Katalánska, která ani ve snu nenapadlo, že by je po noci plné veselí mohl potkat tvrdý útok. Vojsko se nestačilo sešikovat, když jej Montfortovi muži napadli. Král Petr se odvážně vrhl do útoku a byl v bitvě zabit. Tělo rytířského panovníka bylo nalezeno na bojišti nahé, obrané o vše. Poslední odpočinek nalezl král v cisterciáckém klášteře Sigena. Nástupcem na aragonském trůně se stal jediný syn Jakub.

## Vývod z předků
|                      |                                  |  |                     |                          |  |  |  |  |  |  |  | Ramon Berenguer II. Barcelonský |
|                      |                                  |  |                     |                          |  |  |  |  |  |  |  |                                 |
|                      | Ramon Berenguer III. Barcelonský |  |                     |                          |  |  |  |  |  |  |  |                                 |
|                      |                                  |  |                     |                          |  |  |  |  |  |  |  |                                 |
|                      |                                  |  |                     | Matylda z Hauteville     |  |  |  |  |  |  |  |                                 |
|                      |                                  |  |                     |                          |  |  |  |  |  |  |  |                                 |
|                      | Ramon Berenguer IV. Barcelonský  |  |                     |                          |  |  |  |  |  |  |  |                                 |
|                      |                                  |  |                     |                          |  |  |  |  |  |  |  |                                 |
|                      |                                  |  |                     | Gilbert z Gévaudanu      |  |  |  |  |  |  |  |                                 |
|                      |                                  |  |                     |                          |  |  |  |  |  |  |  |                                 |
|                      | Dulce Provensálská               |  |                     |                          |  |  |  |  |  |  |  |                                 |
|                      |                                  |  |                     |                          |  |  |  |  |  |  |  |                                 |
|                      |                                  |  |                     | Gerberga Provensálská    |  |  |  |  |  |  |  |                                 |
|                      |                                  |  |                     |                          |  |  |  |  |  |  |  |                                 |
|                      | Alfons II. Aragonský             |  |                     |                          |  |  |  |  |  |  |  |                                 |
|                      |                                  |  |                     |                          |  |  |  |  |  |  |  |                                 |
|                      |                                  |  |                     | Sancho Ramírez           |  |  |  |  |  |  |  |                                 |
|                      |                                  |  |                     |                          |  |  |  |  |  |  |  |                                 |
|                      | Ramiro II. Aragonský             |  |                     |                          |  |  |  |  |  |  |  |                                 |
|                      |                                  |  |                     |                          |  |  |  |  |  |  |  |                                 |
|                      |                                  |  |                     | Felicie z Roussy         |  |  |  |  |  |  |  |                                 |
|                      |                                  |  |                     |                          |  |  |  |  |  |  |  |                                 |
|                      | Petronila Aragonská              |  |                     |                          |  |  |  |  |  |  |  |                                 |
|                      |                                  |  |                     |                          |  |  |  |  |  |  |  |                                 |
|                      |                                  |  |                     | Vilém IX. Akvitánský     |  |  |  |  |  |  |  |                                 |
|                      |                                  |  |                     |                          |  |  |  |  |  |  |  |                                 |
|                      | Anežka Akvitánská                |  |                     |                          |  |  |  |  |  |  |  |                                 |
|                      |                                  |  |                     |                          |  |  |  |  |  |  |  |                                 |
|                      |                                  |  |                     | Filipa z Toulouse        |  |  |  |  |  |  |  |                                 |
|                      |                                  |  |                     |                          |  |  |  |  |  |  |  |                                 |
| 'Petr II. Aragonský' |                                  |  |                     |                          |  |  |  |  |  |  |  |                                 |
|                      |                                  |  |                     |                          |  |  |  |  |  |  |  |                                 |
|                      |                                  |  | Vilém I. Burgundský |                          |  |  |  |  |  |  |  |                                 |
|                      |                                  |  |                     |                          |  |  |  |  |  |  |  |                                 |
|                      | Raymond Burgundský               |  |                     |                          |  |  |  |  |  |  |  |                                 |
|                      |                                  |  |                     |                          |  |  |  |  |  |  |  |                                 |
|                      |                                  |  |                     | Štěpánka Burgundská      |  |  |  |  |  |  |  |                                 |
|                      |                                  |  |                     |                          |  |  |  |  |  |  |  |                                 |
|                      | Alfons VII. Kastilský            |  |                     |                          |  |  |  |  |  |  |  |                                 |
|                      |                                  |  |                     |                          |  |  |  |  |  |  |  |                                 |
|                      |                                  |  |                     | Alfons VI. Kastilský     |  |  |  |  |  |  |  |                                 |
|                      |                                  |  |                     |                          |  |  |  |  |  |  |  |                                 |
|                      | Urraca Kastilská                 |  |                     |                          |  |  |  |  |  |  |  |                                 |
|                      |                                  |  |                     |                          |  |  |  |  |  |  |  |                                 |
|                      |                                  |  |                     | Konstancie Burgundská    |  |  |  |  |  |  |  |                                 |
|                      |                                  |  |                     |                          |  |  |  |  |  |  |  |                                 |
|                      | Sancha Kastilská                 |  |                     |                          |  |  |  |  |  |  |  |                                 |
|                      |                                  |  |                     |                          |  |  |  |  |  |  |  |                                 |
|                      |                                  |  |                     | Boleslav III. Křivoústý  |  |  |  |  |  |  |  |                                 |
|                      |                                  |  |                     |                          |  |  |  |  |  |  |  |                                 |
|                      | Vladislav II. Vyhnanec           |  |                     |                          |  |  |  |  |  |  |  |                                 |
|                      |                                  |  |                     |                          |  |  |  |  |  |  |  |                                 |
|                      |                                  |  |                     | Zbyslava Kyjevská        |  |  |  |  |  |  |  |                                 |
|                      |                                  |  |                     |                          |  |  |  |  |  |  |  |                                 |
|                      | Richenza Slezská                 |  |                     |                          |  |  |  |  |  |  |  |                                 |
|                      |                                  |  |                     |                          |  |  |  |  |  |  |  |                                 |
|                      |                                  |  |                     | Leopold III. Babenberský |  |  |  |  |  |  |  |                                 |
|                      |                                  |  |                     |                          |  |  |  |  |  |  |  |                                 |
|                      | Anežka Babenberská               |  |                     |                          |  |  |  |  |  |  |  |                                 |
|                      |                                  |  |                     |                          |  |  |  |  |  |  |  |                                 |
|                      |                                  |  |                     | Anežka z Waiblingenu     |  |  |  |  |  |  |  |                                 |
|                      |                                  |  |                     |                          |  |  |  |  |  |  |  |                                 |